# Edward Hutnik
Edward Hutnik – polski inżynier, dr hab. nauk rolniczych, profesor nadzwyczajny Instytutu Budownictwa Wydziału Inżynierii Kształtowania Środowiska i Geodezji Uniwersytetu Przyrodniczego we Wrocławiu.

## Życiorys
Obronił pracę doktorską, 30 października 1995 habilitował się na podstawie pracy zatytułowanej Efektywność nakładów energetycznych przy zróżnicowanych poziomach i systemach technologicznych chowu bydła mlecznego. 8 czerwca 2006 nadano mu tytuł profesora w zakresie nauk rolniczych. Objął funkcję profesora nadzwyczajnego w Instytucie Budownictwa na Wydziale Inżynierii Kształtowania Środowiska i Geodezji Uniwersytetu Przyrodniczego we Wrocławiu.
Był kierownikiem Katedry Budownictwa i Infrastruktury Wydziału Inżynierii Kształtowania Środowiska i Geodezji Uniwersytetu Przyrodniczego we Wrocławiu.